# Platyjassus reticulatus
Platyjassus reticulatus är en insektsart som beskrevs av Evans 1959. Platyjassus reticulatus ingår i släktet Platyjassus och familjen dvärgstritar. Inga underarter finns listade i Catalogue of Life.